# 貝爾克里克 (加利福尼亞州默塞德縣)
貝爾克里克（英語：Bear Creek）是位於美國加利福尼亞州默塞德縣的一個人口普查指定地區。

## 地理
貝爾克里克的座標為37°17′50″N 120°25′03″W / 37.29722°N 120.41750°W，而該地最高點為海拔高度58米（即190英尺）。

## 人口
根據2010年美國人口普查的數據，貝爾克里克的面積為0.148平方千米，均為陸地。當地共有人口290人，而人口密度為每平方千米1,959人。